# Malu Mare
Malu Mare ist eine Gemeinde im Kreis Dolj in der Region Kleine Walachei in Rumänien. Der Ort mit etwa 3500 Einwohnern besteht aus den Dörfern Malu Mare und Preajba.

## Lage
Die Gemeinde liegt 6 Kilometer südöstlich von Craiova entfernt an der Nationalstraße DN55. Der Fluss Jiu durchquert das Gemeindegebiet in südwestlicher Richtung. Umgeben werden die Orte von einer fruchtbaren Ebene, die durch Kornfelder und Viehweiden geprägt ist.

## Geschichte
Malu Mare ist ein typisches Beispiel für eine rumänische Satellitenstadt im Umland der kleinen Walachei. Lange Zeit war die Ortschaft sehr ländlich geprägt, da auf den fruchtbaren Böden Landwirtschaft im großen Stil betrieben werden konnte. Die Gemeinde bestand damals nur aus wenigen Höfen, doch das enorme Städtewachstum von Craiova unter dem kommunistischen Regime des Landes sowie die Maßnahmen zur Bevölkerungsumsiedlung haben die Einwohnerzahlen von Malu Mare deutlich ansteigen lassen. Auch heute ist Malu Mare ein beliebter Wohnort für wohlhabendere Bürger aus Craiova, die bevorzugt in den ländlichen Vororten der Großstadt wohnen.
Malu Mare ist darüber hinaus ein bekannter Fundort von Relikten aus der Hallstattzeit.
2004 wurde die heutige Nachbargemeinde Ghindeni aus Malu Mare ausgegliedert.

## Wirtschaft
In Malu Mare gibt es eine Reihe unterschiedlicher Industriezweige. Neben dem traditionellen Holzhandwerk, der Landwirtschaft und Viehzucht existieren auch moderne Dienstleistungen wie Kleinhandel, Lagerung und Straßenbau.

## Tourismus
Das bekannteste Gebäude der Gemeinde ist die Kirche von Preajba. Östlich des Ortes liegen mehrere kleine Seen, die zum Baden geeignet sind. Vor allem Bewohner von Craiova besuchen die ländliche Gemeinde, um sich am Wochenende zu erholen.